# Vierge de Lucques
La Vierge de Lucques, également appelée Lucca Madonna, est un tableau représentant une Vierge à l'Enfant allaitant (en italien : Madonna del latte, ou Virgo lactans en latin) attribué au peintre primitif flamand Jan van Eyck et peint vers 1435-1440. Il est exposé au musée Städel de Francfort-sur-le-Main depuis 1850.

## Histoire
Le tableau doit son nom au fait qu'il ait fait partie de la collection de Charles II, duc de Parme et de Lucques (Lucca en italien), au début du XIXe siècle. En 1841, le marchand d'art Nieuwenhuys vend le tableau au roi des Pays-Bas Guillaume II. Depuis 1850, il est conservé à Francfort.
Terminé vers 1435-1440, il s'agit de l'une des dernières œuvres de Jan van Eyck. Les traits de la Vierge rappellent ceux de la femme du peintre, Margaretha, dont van Eyck a peint un portrait en 1439.
Le tableau est mentionné dans la collection de Charles-Louis, duc de Lucques au début du XIXe siècle, qui a donné son nom au tableau. Après la vente de sa collection de tableau en 1841, il se retrouve chez le marchand Nieuwenhuys à Bruxelles qui le vend à Guillaume II des Pays-Bas. Le 12 août 1850, lors de la vente aux enchères de la collection royale à la Haye, le tableau est acquis par le Städel pour 3 000 florins.

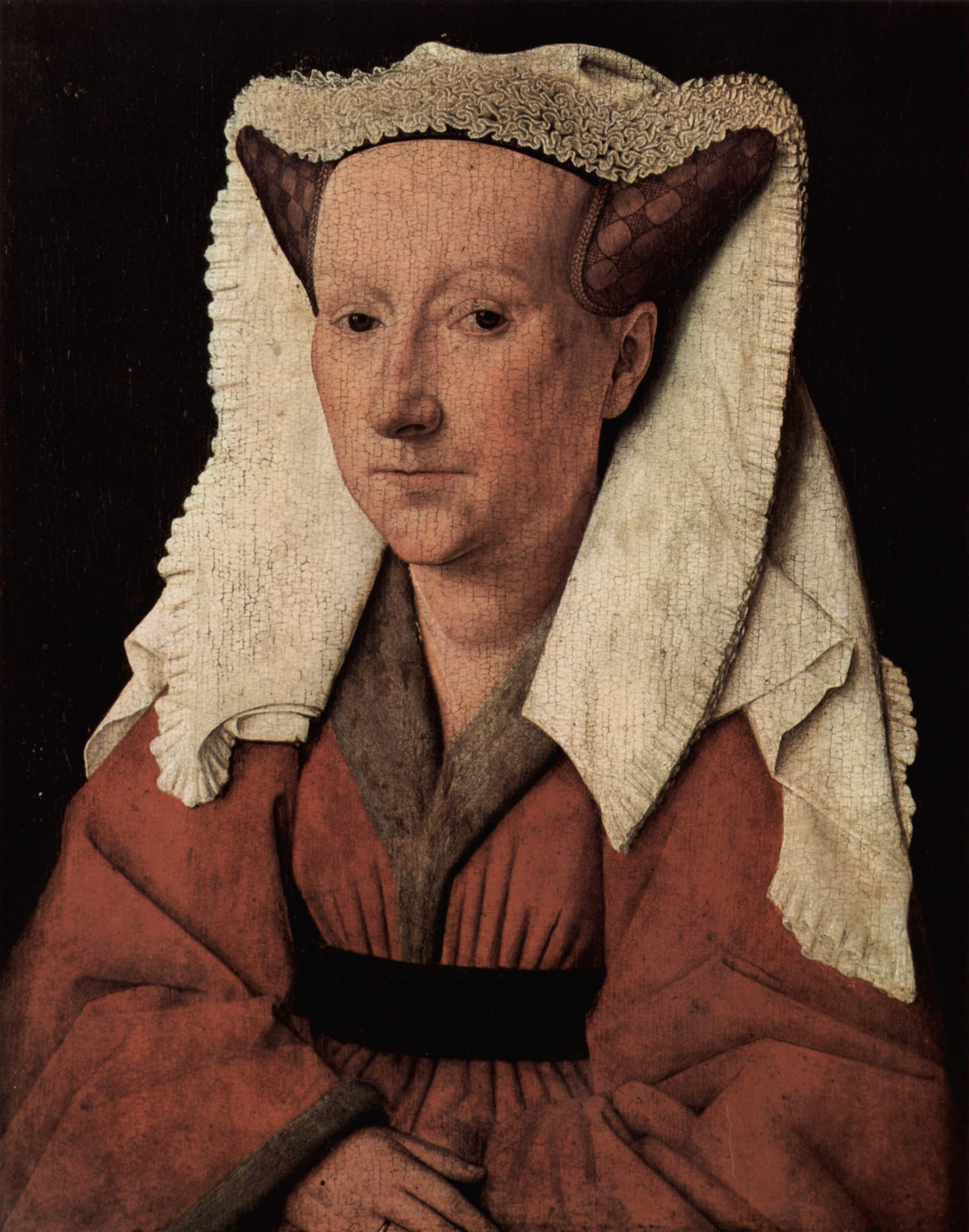
Portrait de Marguerite van Eyck, (1439), Bruges, Groeningemuseum. Jan van Eyck se serait inspiré du visage de sa femme pour peindre le portrait de la Vierge.

## Iconographie
Le tableau représente la Vierge assise sur un trône orné de quatre petites statues de lions, une référence au trône de Salomon, qui comptait douze lions sur ses côtés et sur ses marches. En iconographie, cette représentation de la Vierge à l'Enfant, avec Jésus assis sur les genoux de Marie, est appelé sedes sapientiae (« trône de la sagesse »). Au Moyen Âge, il n'est pas rare de voir la Sainte Vierge associée au trône de Salomon, décrit comme le trône où Jésus s’assoira. Dans le Speculum humanae salvationis il est écrit :

« Sur le trône du vrai Salomon est la très Sainte Vierge Marie,
Sur laquelle est assis Jésus-Christ, la vraie sagesse. »

Dans plusieurs tableaux de Van Eyck et de ses contemporains, la comparaison est encore plus élaborée en comparant spécifiquement Marie à un autel, lorsque cette dernière porte sur ses genoux l'Enfant Jésus, tout comme l'autel héberge la présence du Christ dans l'hostie pendant la messe. Le linge blanc posé sous lui, par-dessus la cape rouge de la Vierge, et la niche à droite du tableau qui ressemble à une piscine  où l'eau les prêtres versaient de l'eau pour se laver les mains (lavabo), contribuent également à cette comparaison. La forme inhabituelle de la pièce, très étroite pour un trône si large, suggère qu'il s'agit d'une chapelle.

## Description
La Vierge tient l'Enfant assis sur ses genoux et lui donne le sein. Elle est couverte d'un large manteau rouge à festons brodés qui l'enveloppe ne laissant apparaître qu'un peu de son pourpoint bleu caché également par une chevelure abondante à cheveux ondulés. Le manteau couvre également la structure basse du trône, ne laissant apparaître que les extrémités de l'estrade ; un tapis à motifs géométriques descend de cette estrade vers l'avant et on aperçoit à droite et à gauche quelques éléments du carrelage du sol en perspective vers le point de fuite central. Les accoudoirs du trône et le haut de son dossier portent quatre lions dorés. Le haut du trône est caché par un panneau et un dais de tissu chamarré bleuté aux motifs plus floraux.
Cette scène est placée au fond d'une étroite pièce, fermée à droite par un renfoncement portant étagère et vaisselle (bassin de cuivre, chandelier et carafe), et à gauche par une fenêtre grillagée dont l'appui porte deux petites oranges. L'enfant Jésus porte lui aussi une orange dans sa main gauche entre lui et sa mère. Dans le haut de ces deux murs fuyants, deux ouvertures rondes, des oculi, apparaissent partiellement.

## Analyse
La composition est clairement pyramidale, et sa perspective est frontale à point de fuite central placé sur le cœur de la Vierge même si elle n'est attestée que par des fuyantes incomplètes : le carreau du sol en petit nombre, les rebords de fenêtre et du renfoncement, peu de lignes du trône, les bords du dais.

## Position dans l’œuvre de van Eyck

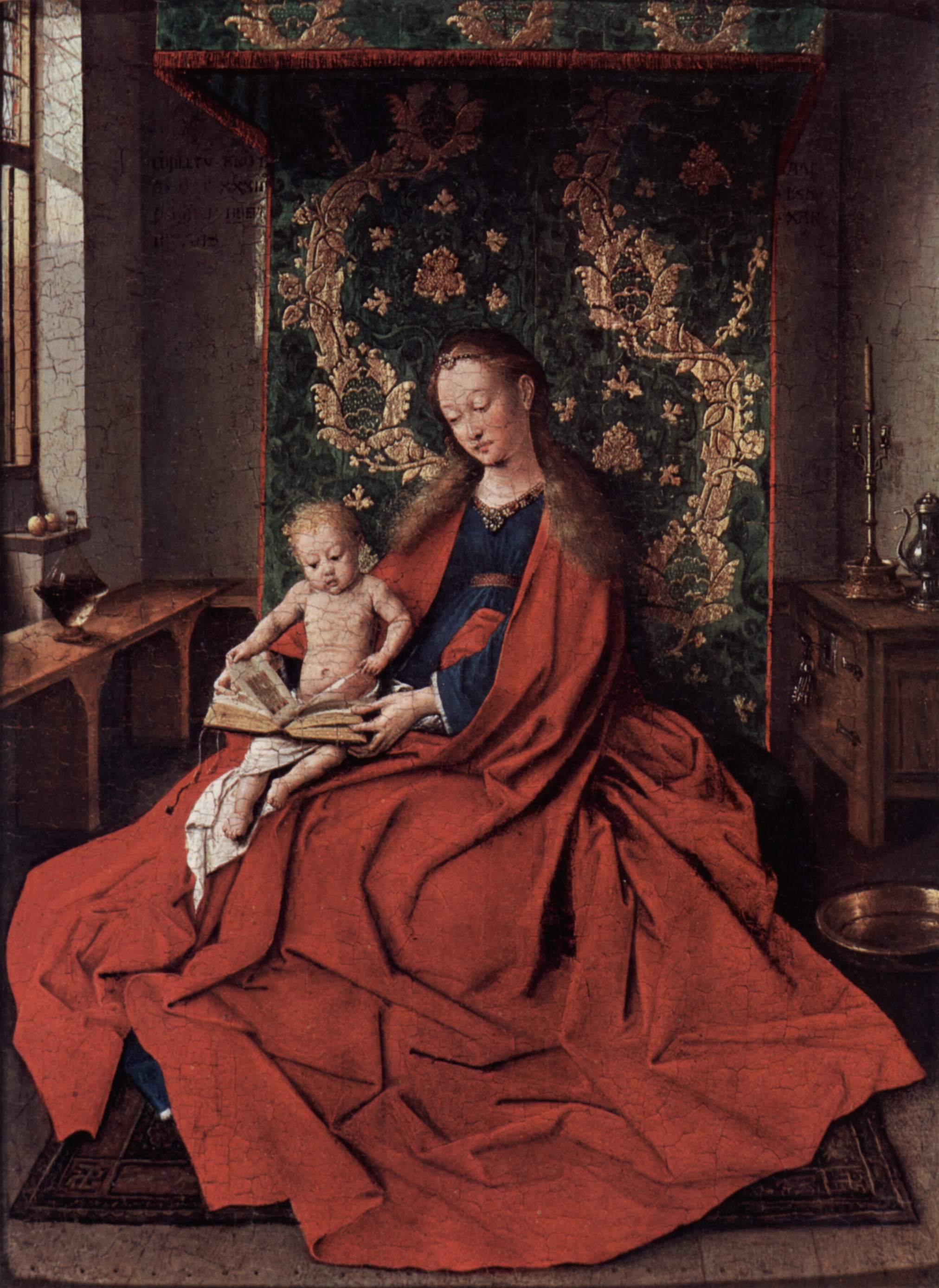
La Vierge à l'Enfant lisant (1433), tableau très semblable dans la représentation de la Vierge et de l'Enfant Jésus.

La Vierge de Lucques est l'une des six peintures connues de la Vierge par Jan van Eyck et son atelier. Elles sont datées de la période allant de la réalisation du retable de l'Agneau mystique à sa mort en juin 1441. Parmi lesquelles :
- La Vierge à l'Enfant lisant , huile sur panneau de bois, après 1433, h:26,3cm, l:19,4cm, Melbourne, National Gallery of Victoria, inv. 1275/3.
- La Vierge du chancelier Rolin, huile sur panneau de bois, vers 1435, h:66cm, l:62cm, Paris, Musée du Louvre, inv. 1271.
- Le Triptyque de Dresde, huile sur panneau de bois, vers 1437, h:33,1cm, l:27,5cm, Dresde, Gemäldegalerie Alte Meister, inv. Gal.-Nr. 799 : où, comme dans la Vierge de Lucques, la Madone porte deux anneaux à son annulaire gauche[5]
- La Vierge dans une église, huile sur panneau de bois, vers 1438-1440, h:31cm, l:14cm,Berlin, Gemäldegalerie, inv. 525C.

- La Vierge à la fontaine , huile sur panneau de bois, 1439, h:19cm, l:12cm, Anvers, Musée royal des Beaux-Arts, inv. 411.
- La Vierge avec un chartreux, huile sur panneau de bois, vers 1439-1441, h:41cm, l: 61cm, New York, The Frick Collection, inv. 1954.1.161.